# Neides
Neides is een geslacht van wantsen uit de familie steltwantsen (Berytidae). Het geslacht werd voor het eerst wetenschappelijk beschreven door Pierre André Latreille in 1802.

## Soorten
Het genus bevat de volgende soorten:

- Neides aduncus Fieber, 1859
- Neides afghanus Seidenstücker, 1968
- Neides brevipennis Puton, 1895
- Neides gomeranus Heiss, 1978
- Neides muticus Say, 1832
- Neides oligocenicus Nel, 1992
- Neides propinquus Horváth, 1901
- Neides tipularius (Linnaeus, 1758)